# Harry Babasin
Harry Babasin (19 de marzo de 1921, Dallas, Texas - 21 de mayo de 1988, Los Ángeles, California) fue un contrabajista y violonchelista estadounidense de jazz.

## Historial
Tras tocar en orquesta locales de Texas, se trasladó a Nueva York, donde entró a formar parte de las big bands de Gene Krupa, Charlie Barnet y, en 1945 y ya instalado en California, Benny Goodman, con el que participa en el film , A Song Is Born. Después tocó con Woody Herman y con su propio grupo, The Jazz Pickers. Más tarde se convertirá en uno de los sidemen más solicitados de la escena de la Costa Oeste, formando con frecuencia sección con el batería Roy Harte. En sus últimos años, trabajó básicamente para bandas sonoras de cine y televisión.
Su estilo se caracterizaba por el uso frecuente de los registros agudos y el walking bass, siendo además pionero en el uso del violonchelo tocado en pizzicato (1947, en grabaciones con el pianista Dodo Marmarosa).

## Discografía
- 1952: Inglewood Jam (Jazz Chronicles, Fresh Sound)
- 1954: Jazz in Hollywood (Nocturne)
- 1957: Harry Babasin and the Jazz Pickers/Terry Gibbs (VSOP)
- 1957: The Jazzpickers (Mode)
- 1957: Command Performance (EmArcy)
- 1957: For Moderns Only (EmArcy)